# Skunk jižní
Skunk jižní (Conepatus humboldtii) je šelma z čeledi skunkovití (Mephitidae) přirozeně se vyskytující v otevřených travnatých oblastech Patagonie v oblastech jižní Argentiny a Chile.

## Popis
Tento skunk je malý a podsaditý, s neosrstěným čumákem, který je protáhlý a uzpůsobený k lovu střevlíků, kobylek a cvrčků. Srst je hnědo-rezavá se dvěma symetrickými bílými pruhy po obou stranách hřbetu, sahajícími až k ocasu. Délka těla se pohybuje mezi 30 až 34 cm, délka ocasu pak činí 17 až 21 cm. Obvykle dosahuje váhy mezi 1,5 až 3 kg. Skunk má dlouhé drápy a dobře vyvinuté přední končetiny, aby s nimi mohl hrabat při hledání kořisti.
Jeho zuby jsou uzpůsobeny ke konzumaci bezobratlých a ovoce. Spodní stoličky pak umožňují drcení tvrdé potravy. Podobně uzpůsobené stoličky má i jihoamerický pes argentinský. Stavba lebky a zubů tak je podobně jako u ostatních jihoamerických skunků primitivnější než u jejich severoamerických příbuzných.

## Rozšíření a habitat
Rozšířeni jsou v oblasti Patagonie v jižním Chile a v jižní Argentině a jsou tak nejjižněji žijícím druhem skunka. Žije v otevřených travnatých oblastech a lze jej nalézt i v blízkosti lidských sídel. Vyskytuje s v nadmořských výškách 200 až 700 m. Skunci jižní jsou často ohrožováni a loveni většími predátory, jako je pes horský, pes argentinský, kočka slaništní, kočka horská nebo puma americká.

## Ekologie a chování
Tito skunci jsou všežraví, živí se především hmyzem, ale loví i menší obratlovce. Během zimy, kdy je méně hmyzu, se živí i mršinami. K jejich potravě patří také  ovoce.
Jsou to živočichové aktivní především při úsvitu a za soumraku. Aktivně loví jen občas, nejčastěji si vybírají kořist, kterou je snadné polapit. V zimním období přechází z otevřených travnatých stanovišť do keřovitých až lesnatých oblastí a do horských poloh, protože množství hmyzu v té době klesá, a tak hledají alternativní zdroje potravy.